# Epactoides spinicollis
Epactoides spinicollis là một loài bọ cánh cứng trong họ Bọ hung (Scarabaeidae).